# Neopachylopus secqi
Neopachylopus secqi är en skalbaggsart som beskrevs av Kanaar 1998. Neopachylopus secqi ingår i släktet Neopachylopus och familjen stumpbaggar. Inga underarter finns listade i Catalogue of Life.